# Louis II của Ý
Ludovicus II (tiếng Pháp: Louis II, tiếng Đức: Ludwig II., tiếng Ý: Ludovico II; 825 - 12 tháng 8 năm 875), đôi khi được gọi là Ludovicus Trẻ (tiếng Latinh: Ludovicus Iunior, tiếng Pháp: Louis le Jeune, tiếng Đức: Ludwig der Jüngere, tiếng Ý: Ludovico il Giovane), là vua của Ý và hoàng đế của Đế chế Caroling từ năm 844. Ông đồng cai trị với cha mình là Lotharius I cho đến năm 855, sau đó cai trị với tư cách là hoàng đế duy nhất cho đến khi qua đời.
Tước hiệu phổ biến của Ludovicus là imperator august (hoàng đế vĩ đại), nhưng ông thường sử dụng tước hiệu imperator Romanorum ("hoàng đế của người La Mã") sau cuộc chinh phục Bari vào năm 871, dẫn đến mối quan hệ căng thẳng với Đế quốc Đông La Mã. Ông thường được gọi là imperator Italiae ("hoàng đế của Ý") ở Tây Francia trong khi người Byzantin gọi ông là Basileus Phrangias ("Hoàng đế của Francia").
Andreas xứ Bergamo, người ghi chép chính về các hoạt động của Ludovicus ở nam Ý, đã lưu ý rằng "sau khi ông qua đời, một nỗi thống khổ lớn đã xảy ra ở Ý." 

## Thời thơ ấu
Ludovicus sinh năm 825, là con trai cả của hoàng đế Lotharius I và vợ là Ermengarde xứ Tours. Cha của ông là con trai của hoàng đế Ludovicus Pius. Rất ít thông tin về thời thơ ấu của ông, ngoại trừ việc ông lớn lên trong triều đình của ông nội là Carolus Magnus và có lẽ đã phát triển tình cảm với hoàng đế, người đã chỉ định cháu trai mình làm Vua của Ý vào năm 839 và cho phép Ludovicus đến sống tại đất phong của mình.
Ludovicus Pius qua đời vào năm sau. Đế chế của ông được phân chia cho các con trai: cha của Ludovicus, Lotharius I, và chú của Ludovicus, Ludovicus Germanicus, cũng như em trai cùng cha khác mẹ của họ, Carolus Calvus. Dưới sự cai trị của cha mình, ông được Giáo hoàng Sergiô II phong làm vua và đồng hoàng đế với Lotharius I lúc đó đã ở tuổi trung niên, tại Roma vào ngày 15 tháng 6 năm 844. Nghi lễ đăng quang của Lotharius I do cha ông thực hiện, một truyền thống được khởi xướng từ thời Carolus Magnus và con trai ông, Ludovicus Pius.

## Đồng hoàng đế
Ludovicus II lập tức tuyên bố quyền của một hoàng đế ở thành phố, nhưng đã bị bác bỏ một cách quyết liệt. Mãi đến năm 850, ông mới được Giáo hoàng Lêô IV trao vương miện là đồng hoàng đế tại Roma, và ngay sau đó, vào năm 851, ông kết hôn với Engelberga và đảm nhiệm chính quyền độc lập của Ý. Ông tiến quân vào miền Nam nước Ý vào năm ông lên ngôi và buộc các công tước đối địch của Benevento là Radelchis I và Siconulf phải ký kết hòa bình. Sự hòa giải của ông đã chia tách công quốc Lombard và trao cho Radelchis phần đất của mình với Benevento là thủ đô, trong khi Salerno được trao cho Siconulf như một công quốc độc lập. Radelchis sau khi chấp nhận giảng hòa, đã bỏ rơi các đội quân lính đánh thuê Aghlabid cho hoàng đế mặc sức tấn công và tàn sát. Sau đó, ông đã bác bỏ một số cáo buộc chống lại Giáo hoàng Lêô và triệu tập một phiên họp tại Pavia . Ông đã xác nhận nhiếp chính Pietro cướp ngôi vương công của Salerno vào tháng 12 năm 853, thay thế triều đình mà ông đã thiết lập ở đó 3 năm trước. Sau cái chết của cha mình vào tháng 9 năm 855, ông trở thành hoàng đế duy nhất.

## Hoàng đế duy nhất

### Sự can thiệp của đế chế Caroling

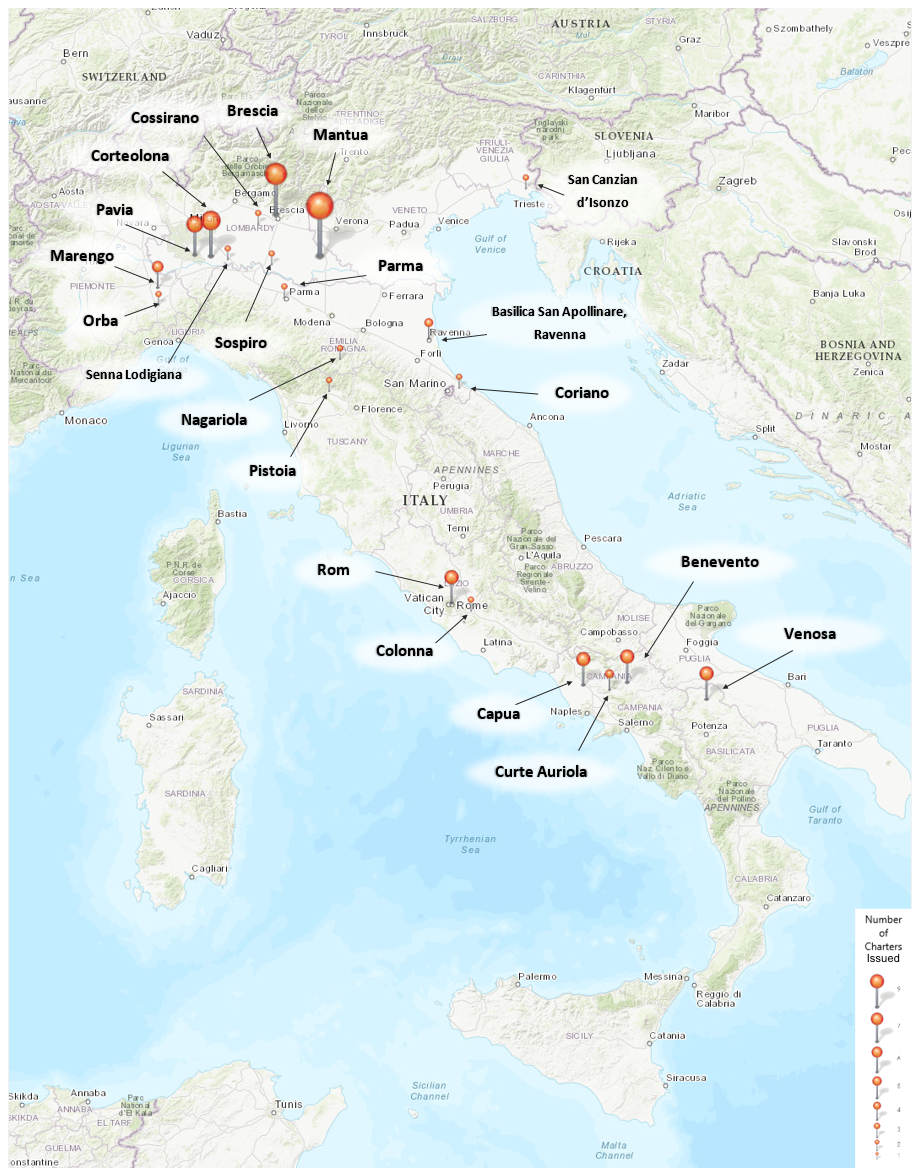
Bản đồ nơi Hoàng đế Ludovicus II ban hành hiến chương

Khi Lotharius I phân chia lãnh thổ, Ludovicus không được chia bất kỳ lãnh thổ nào bên ngoài Ý, do đó đã làm dấy lên sự bất mãn. Năm 857, ông đã liên minh với Ludovicus Germanicus để chống lại chính anh trai mình là Lotharius II và Carolus Calvus. Nhưng sau khi Ludovicus bảo đảm được cuộc bầu cử Giáo hoàng Nicôla I vào năm 858, ông đã hòa giải với anh trai mình và nhận được một số vùng đất phía nam dãy núi Jura để đổi lấy sự hỗ trợ dành cho Lotharius II trong nỗ lực ly hôn với vợ mình, Teutberga.
Năm 863, sau người anh trai Carolus xứ Provincia qua đời, Ludovicus đã tiếp quản vương quốc Provincia, Năm 864, Ludovicus xảy ra xung đột với Giáo hoàng Nicôla I về việc ly hôn của anh trai mình. Các tổng giám mục từ bị Nicôla phế truất vì tuyên bố cuộc hôn nhân này là không hợp lệ, đã nhận được sự ủng hộ của hoàng đế, người đã đến Roma với một đội quân vào tháng 2 năm 864; nhưng, do bị sốt, ông đã làm hòa với giáo hoàng và rời khỏi thành phố.

### Bari
Ludovicus đã đạt được thành công đáng kể trong nỗ lực khôi phục trật tự ở Ý trước cuộc bạo loạn của các vương công Ý cũng như trước phe Aghlabid đang tàn phá miền Nam nước Ý. Năm 866, sau khi đưa ra lời kêu gọi hỗ trợ để chống lại người Hồi giáo, ông đã đánh bại những kẻ xâm lược này, nhưng không thể hoàn toàn do thiếu hạm đội. Vì vậy, vào năm 869, ông đã liên minh với hoàng đế Đông La Mã Basíleios I, người đã gửi đội tàu đến để hỗ trợ việc chiếm Bari, thủ đô của Tiểu quốc Bari, đã đầu hàng sau đó vào năm 871.
Do người anh trai Lotharius II đã qua đời vào năm 869, và do bị giam chân ở miền nam nước Ý, Ludovicus đã không thể ngăn chặn việc phân chia Lotharingia giữa Ludovicus Germanicus và Carolus Calvus. Đã thế, mâu thuẫn giữa Ludovicus và Basileios I nổ ra sau chiến thắng ở Bari, và để đáp lại sự xúc phạm từ hoàng đế Đông La Mã, Ludovicus đã cố gắng biện minh cho quyền được gọi là "hoàng đế của người La Mã".

### Benevento
Ông rút về Benevento để chuẩn bị một chiến dịch tiếp theo. Tuy nhiên, ông đã bị tấn công tại cung điện của mình, bị cướp bóc và bị giam cầm bởi Adelchis, vương công của Benevento, vào tháng 8 năm 871. Việc bắt giữ Ludovicus đã được ghi chép trong một bài thơ ngắn đương thời, Rythmus de captivitate Ludovici imperatoris. Việc các toán quân Aghlabid mới đổ bộ đã buộc Adelchis phải thả tù nhân của mình một tháng sau đó, và Ludovicus buộc phải thề rằng sẽ không trả thù cũng như không bao giờ tiến đánh Benevento nữa. Sau khi trở về Roma, ông được giải thoát khỏi lời thề và được Giáo hoàng Ađrianô II trao vương miện lần thứ hai làm hoàng đế vào tháng 5 năm 872.

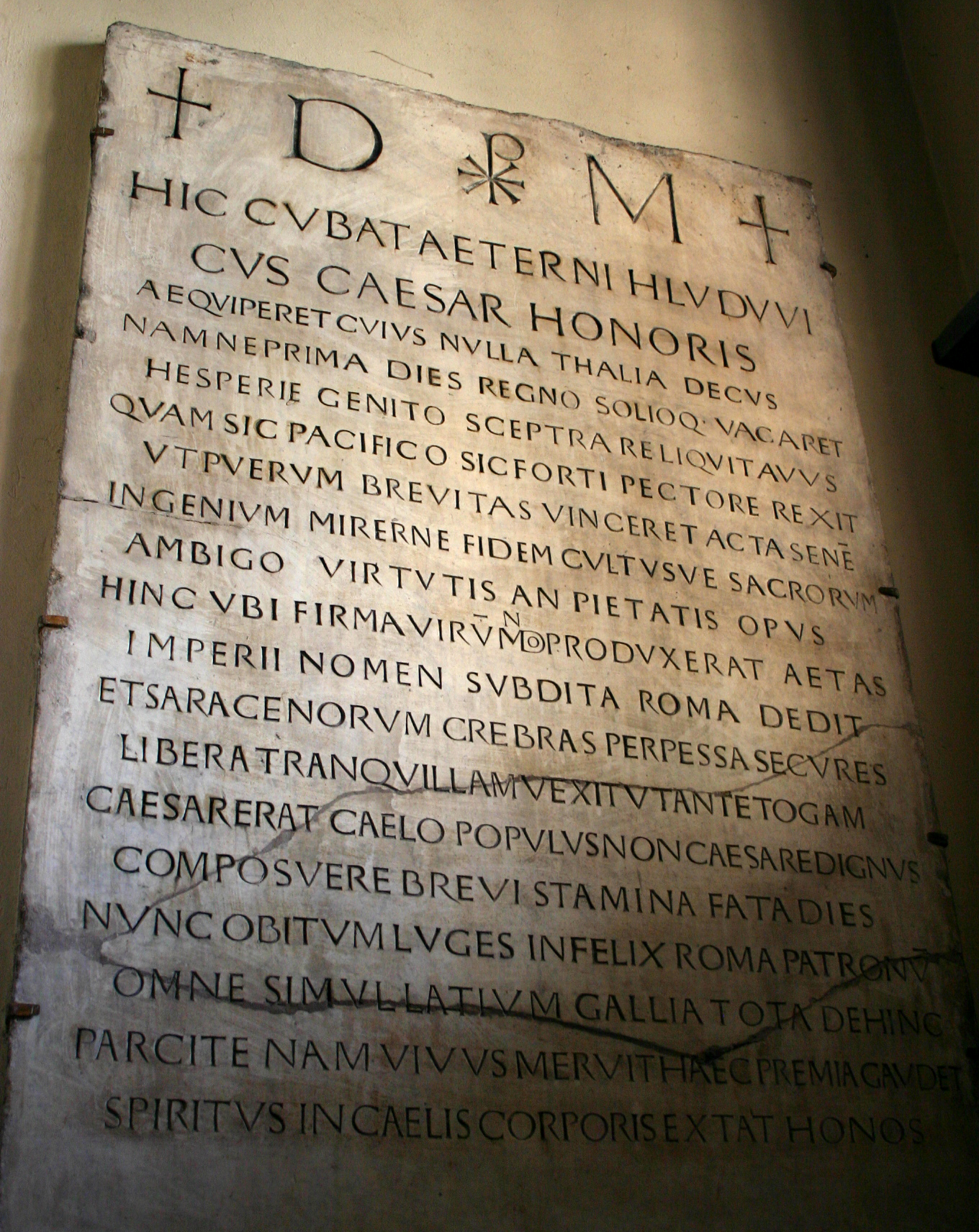
Bia mộ của Ludovicus ở Milan.

Ludovicus tiếp tục giành được chiến thắng trước quân Aghlabid, giải vây cho Salerno và đánh đuổi họ khỏi Capua, nhưng những nỗ lực trừng phạt Adelchis của hoàng đế không mấy thành công. Khi quay lại bắc  Ý, ông đã qua đời gần Ghedi, nơi hiện là tỉnh Brescia, vào ngày 12 tháng 8 năm 875, sau khi chỉ định người kế vị tại Ý là anh họ Karlomannus, con trai của Ludovicus Germanicus. Ludovicus  được chôn cất tại Vương cung thánh đường Sant'Ambrogio ở Milano.

## Gia đình
Ludovicus  II kết hôn với Engelberga, con gái của Adelchis I xứ Spoleto, ngày 5 tháng 10 năm 851. Họ có hai cô con gái:
- Gisela (852/855-trước ngày 28 tháng 4 năm 868), Viện mẫu của Tu viện San Salvador ở Brescia từ năm 861.
- Ermengard, người đã kết hôn với Boso của Provence [10]